# Quince perros
Quince perros  es una novela del escritor canadiense André Alexis, publicada originalmente como Fifteen dogs (2015) en la editorial Coach House Books. En 2015 ganó el Scotiabank Giller Prize y el Rogers Writers' Trust Fiction Prize.
Es la segunda novela de una serie que prevé reunir cinco títulos, en los que Alexis analizará temas filosóficos como la fe, nuestro lugar en el mundo, el amor, el poder y el odio, siendo la primera de ellas Pastoral, publicada en 2014.
Quince perros es un apólogo que narra en forma de novela la historia de un grupo de quince perros encerrados en una clínica veterinaria de Toronto, que de pronto reciben de los dioses el don del lenguaje y la consciencia humanos.

## Argumento
Mientras beben en la taberna Wheaf Sheaf, Hermes y Apolo se enzarzan en un debate sobre qué animales podrían vivir felizmente si tuvieran la misma capacidad de lenguaje y pensamiento que los humanos. Deciden entonces otorgar dichas capacidades a un grupo de perros de una clínica cerca, apostándose un año de servidumbre según el resultado.
Con sus nuevas habilidades, los perros son capaces de escapar de la clínica y llegar al High Park de la ciudad, donde establecen una protosociedad. La novela explora entonces el funcionamiento de esta nueva sociedad a través del impacto de los valores humanos, como el individualismo o la libertad personal, sobre el orden social jerárquico y convencional de una jauría de perros. Los personajes clave en esta sociedad canina incluyen a Atticus, un mastín napolitano que se convierte de manera natural en el líder del grupo; Majnoun, un caniche negro reticente a confiar en otros perros; Frick y Frack, un par de labradores retriever que recelan de la nueva situación; y Prince, un perro mestizo que abraza la nueva situación hasta el punto de convertirse en poeta.

## Temas

### Lenguaje
Los perros desarrollan su propia lengua, lo que crea tensiones dentro de la jauría. Prince se convierte en poeta y su pasión por el lenguaje empieza a ser una fuente de placer para él. Algunos de los perros aprecian su uso de la poesía y el ingenio, pero otros lo encuentran raro y lo desprecian. Manjoun aprende a hablar inglés, lo que le ayuda a forjar un lazo de amistad con una humana, Nira, a medida que mantienen largas conversaciones y aprenden el uno del otro. 

### Muerte
A los dioses Apolo y Hermes, inmortales, les fascinan los mortales por su relación con la muerte. A lo largo del libro, el lector descubre la muerte de cada perro, y si llega a morir felizmente o no. Los motivos de la muerte incluyen desde el asesinato a la eutanasia. La muerte de los humanos también aparece en el relato, así como la reacción de los perros a la misma. 

### Poesía
La novela incluye varios de los poemas compuestos por Prince. Al final, el autor incluye una nota en la que describe el género poético usado a lo largo de la novela.

### Amor y Amistad
Varios perros construyen amistades (Bella y Athena, Dougie y Benjy) que son capaces de experimentar de formas diferentes gracias al don de la inteligencia. Majnoun le pregunta a Hermes sobre el amor y Prince ama el lenguaje. 